# 高原剛
高原剛（たかはら つよし、1961年5月9日 - ）は、日本の自治・総務官僚。

## 来歴
岡山県倉敷市出身。大阪府立茨木高等学校、京都大学法学部卒業。京大在学中に国家公務員上級甲種試験（法律）を受け、1984年 自治省入省。行政局公務員部給与課兼大臣官房総務課。岐阜県副知事や自治行政局公務員部長、地方公共団体情報システム機構副理事長などを経て、2019年7月2日に自治行政局長。2021年7月1日より内閣官房まち・ひと・しごと創生本部地方創生総括官。

## 職歴
- 1984年4月：自治省入省。行政局公務員部給与課 兼 大臣官房総務課[2]
- 1984年7月：滋賀県総務部税務課[2]
- 1985年4月：滋賀県企画部企画調整課[2]
- 1986年4月：消防庁危険物規制課[2]
- 1987年7月：自治省行政局公務員部公務員第二課[2]
- 1989年4月：宮崎県総務部行政管理監
- 1990年4月：宮崎県総務部税務課長
- 1991年4月：宮崎県総務部財政課長
- 1993年4月：総務庁人事局参事官補佐
- 1995年5月：自治省大臣官房総務課長補佐、（併）国土庁防災局
- 1995年8月：自治省行政局公務員部福利課長補佐
- 1997年4月：自治省財政局指導課長補佐
- 1998年4月：神戸市財政部長
- 2000年4月：自治省大臣官房総務課理事官 兼 行政局振興課理事官
- 2001年1月6日：総務省自治行政局市町村課住民台帳企画官
- 2004年4月：長崎県総務部長
- 2007年4月：全国市町村職員共済組合連合会事務局長
- 2008年11月：総務省自治行政局合併推進課長
- 2009年7月：総務省自治行政局公務員部福利課長、（併）内閣官房内閣参事官（内閣官房副長官補付）
- 2011年7月：総務省自治行政局住民制度課長
- 2012年9月：地方自治情報センター統括研究員（電子自治体企画担当）
- 2013年4月：岐阜県副知事
- 2015年4月：内閣官房内閣審議官（内閣官房副長官補付）、（命）内閣官房2020年オリンピック・パラリンピック東京大会推進室長代理
- 2015年6月：内閣官房内閣審議官（内閣官房副長官補付）、（命）内閣官房東京オリンピック競技大会・パラリンピック競技大会推進本部事務局企画・推進統括官
- 2016年6月：総務省自治行政局公務員部長
- 2017年7月：地方公共団体情報システム機構副理事長
- 2019年7月2日：総務省自治行政局長
- 2021年7月1日：内閣官房内閣審議官（内閣官房副長官補付）、（命）内閣官房まち・ひと・しごと創生本部地方創生総括官[3]
- 2023年7月7日：全国都道府県議会議長会事務総長[4]